# てゲてゲ
『てゲてゲ』は、MBC南日本放送で19時から20時まで生放送されているローカル情報バラエティ番組。2010年（平成22年）5月13日から、不定期の番組として放送を開始。2013年（平成25年）4月15日からは、毎週の放送となる。
水曜は19時から『てゲてゲ』、20時から『どーんと鹿児島』とMBCでは2つのローカル番組を続けて放しており、MBCのテレビ番組やラジオ番組では「水曜日は、てげどんの日」と紹介している。生放送時代の『どーんと鹿児島』以来20数年ぶりの、2本目となるゴールデンタイムで生放送される自社製作番組であり、ローカル局としては異例の『どーんと鹿児島』に続きゴールデンタイムで放送される2本目の番組でもある。
番組独自のユルい味わいと無秩序な雰囲気が、番組の特徴。鹿児島の人々との出会い、ふれあい、人と人を繋ぐ地域エンターテインメント番組でもある。そのため、アイドルやアーティストのファン、プロレス愛好会、ヘヴィメタル愛好家や、梅酒、パン、オムライス、自家製カレー、ホルモン、クイズ研究会、音楽ゲーム、ONE PIECE、アニメ聖地巡礼、痛車、キャンピングカー等についての大人のクラブ活動など、独自の共同体集団や制作者など鹿児島の様々なものを紹介しており、これまで出演機会が少なかった鹿児島人の発掘も目指している。番組中、MBC夏まつりなどのイベントを生中継することも多い。
コンセプトは「鹿児島で遊び、カゴシマを遊ぶ」。
Xは番組開始当初から開設しており、ハッシュタグ「#TEGE2」で投稿されたXでの呟きや突っ込みなどの反響も抜粋して、その一部は生放送中に画面表示しており、スタジオの出演者からの呼びかけに対し、電子メールやXで応える視聴者からの投稿を生放送の進行に連動している。多いときには、何千もの数が呟かれることもある。
番組公式Facebookも、2012年（平成24年）3月1日から正式に開始する予定だったが準備段階でバレ、いいね!を続々と貰ってしまい、なし崩し的に開始しており、生放送中にアンケートを行ったこともある。
番組タイトルは、薩隅方言の日常会話で頻繁に使われる表現で、この形容詞には「いい加減」「適当」「中途半端」といったユルい語彙を持ち併せており、「南国的な豪快で」「大らかな懐が広い」「細かいことは気にしない」といった意味であらゆる場面において表現され、好意的な意味としても悪意的な意味としても分け隔てなく無防備な使われ方をしている。この言葉は鹿児島では否定的な意味に捉えられることが多かっため、この番組をやることで良い意味に変えようという意気込みで、番組は開始された。
当初の番組名はMBCの役員会議で命名されたもので、全て平仮名だと本当にテキトーだという印象を持たれてしまい、TEGETEGEだと長くTEGE×2もどうかとなった末『TEGE2』に落ち着き、その振り仮名は平仮名と片仮名を混ぜた「てゲてゲ」となった。放送が水曜日になった2016年（平成28年）4月から『てゲてゲ』が正式な番組名となり、番組名のロゴには下部に小さく「TEGE TEGE」と表記されるようになった。
「てげてげ～」と言いながら広げた手を顔の横で振る「てゲてゲポーズ」が番組での定番となっており、番組に出演した者たちが行うほか、番組終了時間の締めくくりとしても出演者が行う。このポーズは、初回放送のリハーサル中に「番組終盤で、てゲてゲ～とみんなで叫ぶと同時に何かポーズがあったほうがいいね」という話になった際、初回のゲストである上原美優が「こんなポーズどうですか？」と提案したポーズである。カンヌ国際広告祭でグランプリの金賞を獲った九州新幹線全線開業CMの薩摩川内市での15秒版でも冒頭に、野口たくおと薩摩川内市の園児たちの、てゲてゲポーズが映った。
2021年（令和3年）時点における世帯視聴率は平均で約12パーセントだが、2011年（平成23年）6月16日の「TEGE2熱血2時間スペシャル」では瞬間最高視聴率21.1パーセントを記録するなど、高いときは20パーセント台を記録したこともあり、鹿児島県民から根強い人気を誇っている。

## 概要
『てゲてゲ』は、地域マスメディア機能の強化に向けて、地域コンテンツの拡充と新しい繋がりづくりを目的として企画される。幅広い年齢層を狙った、その日によって異なる幅広い内容が放送される王道の情報番組『どーんと鹿児島』との、局内での視聴者の奪い合いを避けるためには、狙いの差別化を図りMBCが当時苦手としていた10代から30代の若年層を狙った番組に、せざるを得ない状況であった。
当時、ゴールデンタイムに2本の番組を送るだけの力量も人手も制作現場には無かったため、深夜番組『mixx』を2010年（平成22年）3月までで終了。『mixx』のユルい味わいな内容をてゲてゲに移行すること、収録での構成が主体の『どーんと鹿児島』との差別化のため『てゲてゲ』は生放送にすること、当面は1年のうち最低25回の放送回数で可とすることを掲げ、これまでMBCと関わりの無かった様々な共同体を取り込み、無秩序な番組をコンセプトにすることについて特に悩みつつ、『mixx』の元スタッフらテレビ制作部を中心に番組を立ち上げる。
地元でアマチュアの表現活動をする大学院生や教員などが、美術やテーマ曲の作曲などに参加。鹿児島県内でも高速インターネット通信網が広い範囲で整備されたことから、MBCの番組では実質初めての取り組みとして、インターネットを利用した視聴者からの投稿を、生放送中に取り込むための試みを実践。番組開始時から、どうせやるならなんでも面白がろうよ！と、番組終了後に毎分視聴率を壁に貼りだすようにした。
MBCの第1スタジオでは、生放送開始直前まで『MBCニューズナウ』が生放送されているため、その終了時刻からの数分でカメラや全ての機材を、てゲてゲの生放送用に準備せねばならなず、MBCニューズナウがあるためリハーサルは15時からやらなければならないなど、様々な制約がある。
初回の内容は「アイドルの1日」「離島閃隊タネガシマンの秘密」であった。その番組タイトルやユルい内容に、当初は視聴者から非難が相次ぐが、人気上昇中だった鹿児島実業高等学校男子新体操部や、AKB48の鹿児島出身メンバーである柏木由紀を番組で取り上げたあたりから手ごたえを感じるようになり、それぞれのファンが番組を好意的に広げ、非難は1年足らずで無くなる。2年も経つ頃には、てゲてゲポーズを番組スタッフに行う鹿児島県民が、特に若い層で現れる。
2011年（平成23年）には、AKB48選抜総選挙特集、かごしま錦江湾サマーナイト大花火大会特集と2時間スペシャルを行ったが、ゴールデンタイムに2時間スペシャルを放送すること自体がMBCの歴史上、初の試みであった。
番組開始直後は月2回の放送だったが、徐々に人気を獲得していき、2013年（平成25年）4月からは毎週の放送となる。同月から深夜での再放送も開始。同年5月からは『どーんと鹿児島』と共に、台湾での日本の番組専門のケーブルテレビ「国興衛視」でも『包羅萬象新視界』という番組名で放送された。
番組について、元・番組プロデューサーは「『どーんと鹿児島』などをはじめとした他の番組が良い数字を取ってくれてるので『てゲてゲ』では思いきった冒険ができているんです。色合いとしてはユルさを前面に出しながらも、企画の深さにはこだわっています」と語り、司会の野口たくおは「生放送なのに、普通にお茶の間感覚で喋っています。完全に素のままというか。てゲてゲというタイトル通り、いい意味でユルくやらせてもらってます」と語っている。
スタジオには著名人ゲストも生出演することがあり、収録企画にも多数出演している長渕剛やAIやバーバラ植村をはじめ、上原美優、菊野克紀、元ちとせ、西田あい、是枝裕和、カサリンチュ、C&K、中孝介、氣志團、DEENの池森秀一なども出演している。
歌手のジミー入枝やシンガーソングライターの宮井紀行においては、告知などで出演しスタジオで生歌を披露する機会も少なくない。
年末には特別番組として『てゲてゲ リクエストアワード』もしくは過去の傑作選を放送。かつては、視聴者から投稿されたユルい映像、面白い映像、ペットの映像、クリエイターが作った映像など多種多彩な投稿動画を「投稿動画NEWS TAGE撮!」のコーナーで紹介しており、番組公式ウェブサイトでも公開されていた。
2012年（平成24年）4月28日から5月6日の10時半から20時まで、タカプラ6階ギャラリーにおいて入場無料の企画展「わっゼ!!てゲてゲ展」が開催され、会場内では解説パネルなどのほか「レジェンドオブA徳」「生放送の舞台裏」などの特典映像も視聴できた。

## 特集
その回ごとに、特集される内容は変わる。様々な企画に挑戦し続けつつも、グルメに安易に走ることなく、人気企画が誕生した際にも2か月に1回程度に抑え、放送しすぎて視聴者の飽きがこぬようにしつつ、多様な特集を放送している。鹿児島出身のアイドルやアーティストなどの特集も、時折組まれている。
特集では収録映像の終了後、紹介した店などをタッチパネル式液晶ディスプレイ上の大雑把な地図が掲載されたフリップボードで紹介。
司会の野口たくおがプロレス好きであることから、武藤敬司、飯伏幸太、棚橋弘至などの人気プロレスラーや、九州プロレスなども紹介されている。

### シリーズ特集
「ディープ探検!」シリーズ
鹿児島県の特定地域を掘り下げて徹底取材する企画で、2015年（平成27年）5月11日の回では、鹿児島市西田地区において、西田女子会を定期的に開催する西田大好き女子が地域を紹介したり、昔の地図で彼女らでさえも知らなかった西田の歴史を紹介したり、地域の小・中学校のあるあるネタを取り上げたほか、西田繋がりでゲストとして鹿児島出身の演歌歌手である西田あいもスタジオに生出演し、てゲてゲにおける当時の歴代最高視聴率となる21.6パーセントを叩き出す。
鹿児島実業高校男子新体操部
笑える演技によりインターネット上で話題となった、鹿児島実業高校男子新体操部に密着取材する企画で、放送開始初期の頃から定期的に放送されている。2012年（平成24年）1月2日には新体操部も扱った90分スペシャルが再放送されるなど、人気を博している。
ストリートダンス
ストリートダンス世界チャンピオンの加藤有紀など、ダンサーの貴島圭介が経営する「Street Dance True's（）」に所属するダンサーに、密着取材したりダンスを教わる企画で、2016年（平成28年）5月25日から12月21日の放送回では野口たくおが、歌手のAIが鹿児島アリーナで行うコンサートにおいて、ステージ上で共演するためダンスを教わる企画が放送された。加藤有紀は、番組スタジオにも何度も生出演している
「田の神さぁクエスト」
鹿児島県と宮崎県南部に多数ある田の神が置かれている場所へ、竹之内雄太と鹿児島の歴史に詳しい東川隆太郎が行く企画。
エア・ギター
日本エアギター選手権の鹿児島県で行われる予選や全国大会を密着取材する企画で、ご当地ゆるキャラや過去に3度世界一となった名倉七海など大会出場者のほか、スマイリー園田や過去には野口たくおや薗田彩などのMBCタレントも出演している。
池上彰の選挙解説
選挙に際し、ジャーナリストの池上彰がレギュラー出演者へ投票先の選び方などを分かりやすく解説する企画で、2020年（令和2年）7月1日には鹿児島県知事選挙、同年11月18日には鹿児島市長選挙、2021年（令和3年）11月13日には衆議院議員総選挙について解説した。
大相撲
キンボシ西田淳裕が大相撲鹿児島場所などにおいて、郷土力士から横綱まで直撃する企画。
「ぶらり刑事しげRyu」
MBCタレントのよし俣とよしげとRyujiが、刑事の格好で夜の飲食店など鹿児島県の様々な場所を訪れる企画。オープニングテーマ曲はYANAGIMAN、エンディングテーマ曲は吉俣良による作曲。2012年（平成24年）9月25日に深夜のパイロット版番組として放送された後に、てゲてゲの特集企画として組み込まれ、2013年（平成25年）6月17日放送回は、しげRyuほぼ1時間スペシャルとして放送された。2013年（平成25年）8月12日のAI、2014年（平成26年）10月27日の稲垣潤一、2014年（平成26年）11月24日のファンキー加藤、2015年（平成27年）4月5日の前園真聖、2016年（平成28年）9月28日の秋野暢子、2017年（平成29年）1月18日のダイアモンド☆ユカイ、2018年（平成30年）12月26日の吉木りさ、2019年（令和元年）5月22日のアンミカ、2019年（令和元年）9月25日の池乃めだかとパークマンサーなど、ゲストが登場する回もある。

### アイドル特集
ローカルアイドルも含めた、様々なアイドルを特集したりアイドルが出演することも少なくない。中でも秋元康プロデュースの、特に鹿児島県出身のアイドルを扱うことが多い。
AKB48のメンバーであった鹿児島市出身の柏木由紀に至っては、2010年（平成22年）12月に、柏木が出演するドキュメンタリー映画『DOCUMENTARY of AKB48 to be continued 10年後、少女たちは今の自分に何を思うのだろう?』の撮影と、そのPRとして鹿児島サンロイヤルホテルでの記者会見を行い、デビュー以来の里帰りした際の取材をよし俣とよしげが行い、てゲてゲポーズも要望した特集が2011年（平成23年）1月13日に放送され、番組内で初めて取り扱われる。柏木は、2011年（平成23年）1月29日にフレンチ・キスのエル・おおさかで行われた握手会での長蛇の列を、投稿動画のコーナーで紹介した際に「1月のてゲてゲの放送がこれまで出た番組の中で最も反響があった」と発言。
2月20日に行われたマリンメッセ福岡でのAKB48握手会では、よし俣と撮影スタッフはアイロンプリントで自作した「ゆきりん神推し」とデザインされたTシャツを着用して潜入し、よし俣自らが長蛇の列に並び握手し、てゲてゲポーズを柏木がステージ上で披露した内容の特集を4月に放送。
6月に日本武道館で行われた第3回となるAKB48 22ndシングル 選抜総選挙には、MBCアナウンサーの岩﨑弘志がスタッフと共に「ゆきりん神推し!」という自作Tシャツを着用して会場に潜入。会場では、番組のことを柏木がブログに書いた影響もあり、鹿児島県民では無い多くのファンが番組を認知しており、Tシャツを目にした多くのファンが声をかけ、てゲてゲポーズに応じる。柏木への独占インタビューも行い、柏木が当時レギュラー出演していた『ひるおび』にも総選挙の3日後に密着した特集は、2時間スペシャルとして2011年（平成23年）6月16日に放送。日本全国から大きな反響があり、瞬間最高視聴率21.1パーセントを記録したその放送回は、8月20日の13時から再放送される。
9月には、日本武道館でのAKB48 24thシングル選抜じゃんけん大会に、よし俣が「必勝祈願!ゆきりん神推し!」というTシャツを着用して潜入するも、柏木は1回戦敗退。2011年（平成23年）11月24日放送回では、大島紬などを着た柏木が、鹿児島県の観光PRのCM撮影を行った現場に密着。2012年（平成24年）1月12日放送回では、2012年（平成24年）1月4日に福岡国際会議場で行われたフレンチ・キスの握手会で、柏木にインタビューした映像が、2012年（平成24年）4月26日放送回では、2冊目の写真集『ゆ、ゆ、ゆきりん…』の2月に行われた撮影現場に潜入。
柏木は以降も2012（平成24年）8月16日、2013年（平成25年）3月18日、2014年（平成26年）7月21日、柏木がスタジオに生出演した9月1日、2016年（平成28年）6月1日など多数出演しており、2021年（令和3年）11月24日放送の特集では18.5パーセントを記録し、2021年てゲてゲ年間視聴率ランキングでも第5位となるほどの人気企画となっている。
2024年（令和6年）11月13日には、番組放送500回を記念し放送された、てゲてゲ及び、どーんと鹿児島の特別番組『てゲどん感謝の日!3時間SP～てゲてゲ500回&どんかご40周年～』において、てゲてゲが担当した前半1時間に生出演した。
2011年（平成23年）8月25日の読売新聞夕刊では、popstyleのコーナーにおいて見開きカラーで柏木についての記事が掲載され、てゲてゲでの特集についても記載された。
2012年（平成24年）7月17日に行われた、柏木への薩摩大使委嘱式では「ゆきりん神推し・さくら激推し」と書かれたTシャツを着て岩﨑と番組スタッフが取材しており、その模様が翌日のフジテレビ系『めざましテレビ』で放送された。2012（平成24年）8月13日の『森田一義アワー 笑っていいとも!』テレフォンショッキングに柏木が出演した際には、てゲてゲの番組名で花を贈り、番組で紹介される。
HKT48のメンバーであった鹿児島市出身の宮脇咲良については、2011年（平成23年）12月15日放送回で、11月26日に福岡市のHKT48劇場における開業初日を取材した特集で、宮脇の「激推し」を公言。2012年（平成24年）6月14日放送の、第4回・AKB48選抜総選挙特集ではゲストとしてスタジオに生出演。2014年（平成26年）1月27日放送回では、HKT48の1月19日に行われた鹿児島での宮脇咲良凱旋コンサートにおいて神推しに格上げされ、自作した「さくら神推し」Tシャツを着用しての取材が行われた。
ゲームソフト『AKB1/149 恋愛総選挙』では、てげてげポーズを宮脇がゲームの中で行っている。
AKB48選抜総選挙は2016年（平成28年）まで番組で毎年紹介され、てゲてゲからAKB48選抜総選挙特集の映像を収めたDVDが手元に届いたことを柏木は度々報告している。
大園桃子については、曽於市特別PR大使に就任した際の特集を、2018年（令和元年）6月27日に放送。
秋元才加は、2014年（平成26年）11月24日にスタジオで生出演。
僕が見たかった青空のリーダーで鹿児島市出身の塩釜菜那は、僕が見たかった青空の特集が組まれた2023年（令和5年）9月6日に出演している。

## 出演者

### レギュラー
- 野口たくお[注釈 26]
- 岩﨑弘志[注釈 27][注釈 28]
- 上塘百合恵[注釈 27]
- 榮德多賀子[注釈 26][注釈 29]

### 準レギュラー
- 竹之内雄太[注釈 26]
- 薗田彩[注釈 26]
- 太ゆうき[注釈 26][注釈 30]

### ナレーション
- 小島綾果[77][注釈 31]
- ジミー入枝[注釈 26]

### 過去の出演者
- 古山かおり[注釈 32][注釈 33]

## テーマ曲

### オープニングテーマ
- 曲名不詳曲（歌・作詞： まりーぬ[78]、作曲： 石田匡志[79][注釈 34]）

歌詞は全て英詞で、空耳で鹿児島弁に聴こえるようになっている。
初代オープニングは2010年（平成22年）5月13日から2016年（平成28年）3月28日まで使用され、オープニングのアニメーションは和田七洋が制作。2013年（平成25年）3月18日まではエンディングテーマ曲としても使用されていた。
2016年（平成28年）4月6日からオープニングは2代目となり、和田七洋の手でオープニングのアニメーションは以前のイラストも残しつつ新しくなりつつ、テーマ曲にもアレンジが施された。CM前のジングルも新しくなり、番組ロゴも新しくになった。
ちなみに和田七洋は、てゲてゲの番組ロゴ、スタジオセットのデザインも新旧ともに手掛けた。

### エンディングテーマ
- 「イッダマシのうた」（作詞・作曲・歌： サカキマンゴー[2][85]）

定期的に毎週の放送となるに伴い、2013年（平成25年）4月15日から使用されている。この曲も含めた10曲が収録されたサカキマンゴーのアルバム『KARAIMO LIMBA（）』は2013年（平成25年）10月7日に発売され、MBCのウェブサイト内にあるオンラインショップのMBCショップなどでも販売されている。
- 「nebotta!!」（歌：おじさんと小娘 作詞：mana 作曲：みっちー 編曲：高野逸馬）

2025年4月9日からエンディングテーマとして採用された。2025年3月28日に発売された2人組の音楽ユニット・おじさんと小娘の1stフルアルバム「NEBOTTA」リード曲。男性ボーカル＆ギターのみっちーは、鹿児島県日置市市来町出身という縁もある。また、2025年5月21日の放送で2人揃ってVTR出演も果たしている。

## 放送
2010年（平成22年）5月13日の初回放送から一貫して、ゴールデンタイムである19時から開始されている。
不定期で月に数回放送される番組として、2012年（平成24年）9月13日までは木曜日に放送されていた。休止週には原則『スパモク!!』が20時54分まで放送され、稀に『探検!九州』などJNN系列における他局の番組を代替放送することもあった。
2012年（平成24年）10月15日から月曜日へ移動。2013年（平成25年）春の改編で4月15日から定期的な番組として、基本的には週に1回放送されるようになり、再放送も開始。2016年（平成28年）4月6日からは水曜日へ移動し、放送時間枠もそれまでの19時55分までから20時までとなり、同曜日20時からは『どーんと鹿児島』が編成され、鹿児島ローカルの情報番組が2番組連続して放送されることになる。
2010年（平成22年）10月21日は奄美大島集中豪雨の影響により急遽休止し、直前の『MBCニューズナウ』をそのまま延長する形で、藤原一彦と執行真希が担当する報道特別番組を放送した。地方局がゴールデンタイムにローカル報道特番を行った例は、独立局を含めても平成5年8月豪雨の8.6水害での報道など稀である。

## ネット配信
YouTube限定での映像を配信することもある。
番組が開始されたばかりの当初は、てゲてゲの放送時間にUstreamを使用して、インターネットラジオ局「SR2」で『裏てゲ』を同時配信していた。「SR2」のメンバーを中心に、鹿児島県立川内高等学校横のたこ焼き屋、ワインバー、マルヤガーデンズなど様々な場所に有志がワイワイ集まり、てゲてゲをテレビ画面で観ながら、好き勝手に番組にツッコミを入れる放送で、当時はMBCも生放送中のスタジオの様子をUstreamで配信していたため、てゲてゲの公式ウェブサイトから『裏てゲ』と同時に二重画面表示で視聴することができた。
『裏てゲ』は、番組から依頼されたわけではなく自然発生的な放送であり、川内大綱引の当日に祭り会場から実況中継を行ったこともあった。
2024年（令和6年）からはPocochaで生放送後の配信も行っており、同年7月末からは生放送中にPocochaでスタジオの生配信も行っている。

## 受賞
2011年（平成23年）4月、オープニング映像やセットを担当する和田七洋ら作り手の作業風景で構成した、てゲてゲの番組宣伝が第36回・鹿児島県広告協会賞の広告賞を受賞。
2012年（平成24年）には、MBCが日本民間放送連盟賞で、自社媒体PRスポットの「ふるさとたっぷりMBC～尾木場の田守人編～（90秒）」がCM部門で、『どーんと鹿児島』の「社長は高校生～鹿児島修学館高校 文化祭～」が特別表彰部門で、それぞれ優秀賞を受賞したが、制作したのはどちらも『てゲてゲ』のディレクターであり、「社長は高校生」は『てゲてゲ』でも取材し放送していた。

## 派生番組

### てゲてゲハイスクール→ハウス
『てゲてゲ』からは派生した番組も誕生しており、ラジオ番組は2012年（平成24年）4月1日から『岩﨑弘志のてゲてゲハイスクール』、2016年（平成28年）4月3日から『#てゲてゲハウス』の放送が開始されている。

### てゲてゲ的社会科見学
2017年（平成29年）からは、てゲてゲのメンバーと学生たちが様々な企業を社会科見学する番外編『てゲてゲ的社会科見学』が開始され、第3回からは『てゲてゲ的大人の社会科見学』と改名して、必ずしも学生が参加しない形式で放送されている。

### てゲてゲーミング
『てゲてゲーミング』は、最新ゲーム機器、レトロゲーム、スマホゲーム、ボードゲーム、郷土の遊びを遊びつつ、鹿児島県内外のゲームにまつわるイベント情報やエンターテインメント情報、燃ゆる感動かごしま国体などのeスポーツ競技などを緩く紹介するテレビ番組で、2018年（令和元年）10月11日から2024年（令和6年）6月27日まで放送され、放送翌日にYouTubeで番組内容がそのまま配信。
番組スポンサーは、鹿児島市に本社が所在するインターネットサービスプロバイダであるSYNAPSEの一社提供。番組ポーズは、第49回「東京ゲームショウに潜入(2)」でファミコン芸人・フジタが、てゲてゲポーズの後にサムズアップを突き出すポーズを考案し、その後採用されている。
司会進行役は初代が榮徳多賀子。2022年（令和4年）12月1日放送回より山口真奈が2代目に就任。2023年（令和5年）5月4日放送回より玉谷愛が3代目に就任。他のアナウンサー、もしくはMBCタレントが代役を務めることもあった。
MBCアナウンサーやMBCタレントのみならず川﨑宗則、田上裕、サンシャイン池崎、東京ホテイソン、ねお、倉持由香、河崎実、たぬかななど著名人が出演することもあった。
KKB鹿児島放送の『Kingspe』から果たし状が届いた際には、MBCのアナウンサーやMBCタレントがKKBのアナウンサーと桃太郎電鉄 〜昭和 平成 令和も定番!〜やスプラトゥーン3で対決した。